# Pemisien
 (janvier 2022).
 (novembre 2016).

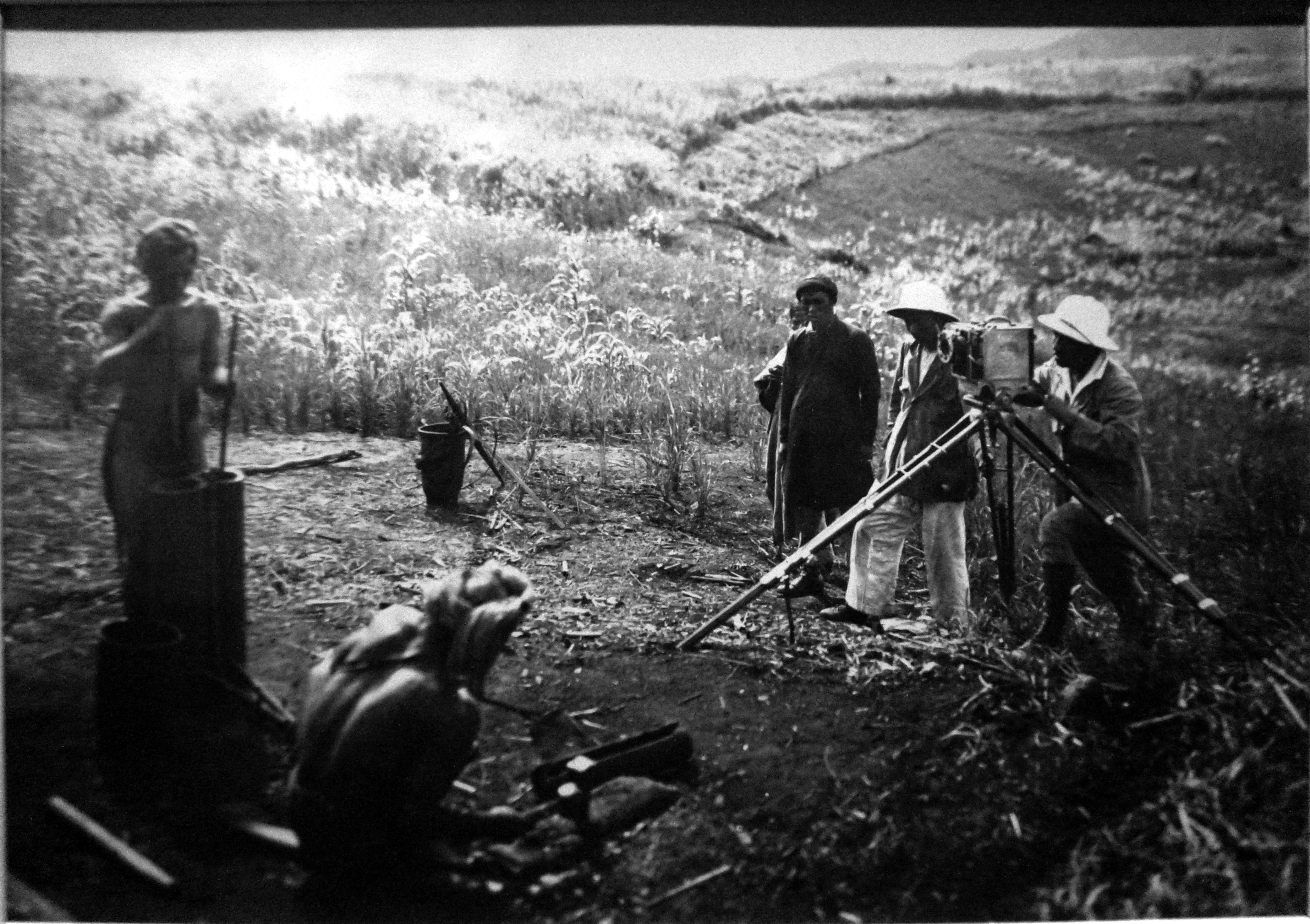
René Tétard reportage chez les Moïs.

Pemisien est un néologisme inventé en 1950 par l'ethnologue Jacques Dournes pour désigner les populations montagnardes du sud est de la péninsule indochinoise qui ne se sont assimilées ni à la civilisation vietnamienne, ni à la civilisation cambodgienne, ni à la civilisation laotienne. Qualifiés de proto-indochinois, ce sont des peuples de langue môn-khmer, les Mnong, les Maa, les Sre, qui tous vivent dans une zone méridionale, et les Bahnar, le Sedang, les Jeh (en) et les Katou, qui vivent plus au nord, mais aussi de langue malayo-polynésienne, à savoir les Djaraïs, les Tchams, les Rhadé et les Tchourou.
La nécessité s'est fait sentir de désigner l'ensemble de ces peuples divers, les Pemisiens, d'un autre nom que ceux qui étaient employés par leurs voisins, en raison de la connotation nettement péjorative qui y était associée, que ce soit Moï, qui signifie Sauvages en kinh, ou Kha, qui signifie Esclaves en laotien. Les Américains ont repris ultérieurement la traduction du terme khmer de Phnong, qui signifie Montagnards mais est peu discriminant, de sorte que le néologisme français n'a pas fait florès.